# AFLAC Tower
AFLAC Tower – maszt radiowy w mieście Rowley w stanie Iowa. Wybudowany w 1984 roku. Jego wysokość wynosi 609,3 metra.